# Ida Rhodes
Ida Rhodes (15 mei 1900 – 1 februari 1986) was een wiskundige die deel uitmaakte van een groep invloedrijke vrouwen die aan het begin stonden van de ontwikkeling van computers in de Verenigde Staten.

## Studie en werk
Ida Rhodes werd geboren als Hadassah Itzkowitz in een Joods dorp tussen Nemyriv en Toeltsjyn in Oekraïne. Ze kwam in 1913 naar de Verenigde Staten en studeerde zes later wiskunde aan de Cornell-universiteit. In 1923 studeerde ze af. In 1930 en 1931 studeerde ze aan Columbia-universiteit.
Rhodes had verschillende banen waarbij ze wiskundige berekeningen uitvoerde voordat ze in 1940 deel ging uitmaken van het Mathematical Tables Project. Ze werkte daar onder Gertrude Blanch die ze later haar mentor zou benoemen. Ze was een pionier in de systeemanalyse van het programmeren en samen met Betty Holberton ontwierp Rhodes begin jaren vijftig de C-10 programmeertaal voor de UNIVAC I. Ze ontwierp ook de computer die oorspronkelijk werd gebruikt door de Social Security Administration. Hoewel ze in 1964 met pensioen ging, bleef Rhodes als consultant verbonden aan de Applied Mathematics Division van het National Bureau of Standards tot 1971. Haar werk kreeg na haar pensionering een veel grotere bekendheid, omdat ze de gelegenheid nam de wereld over te reizen en lezingen te geven.

## Eerbetoon
In 1949 ontving Rhodes een gouden medaille van het Department of Commerce in de Verenigde Staten voor "buitengewone bijdragen aan de wetenschappelijke vooruitgang van de Verenigde Staten met het functionele ontwerp en de toepassing van elektronisch digitaal computeruitrusting". In 1976, op de vijfentwintigste verjaardag van de UNIVAC I, ontving Rhodes een Certificate of Appreciation van het Department of Commerce. In 1981 noemde datzelfde Department of Commerce haar wederom een "UNIVAC I pionier." Rhodes stierf in 1986.